# Sebastian Coe
Sebastian Newbold Coe, Baron Coe, CH KBE  (sinh ngày 29 tháng 9 năm 1956), thường được gọi là Seb Coe hoặc Lord Coe, là một chính trị gia và là cựu vận động viên điền kinh người Anh. Là một vận động viên chạy bộ ở cự ly trung bình, Coe đã giành được bốn huy chương Olympic, bao gồm huy chương vàng 1500 mét tại Thế vận hội Olympic năm 1980 và 1984. Ông đã lập 9 kỷ lục thế giới ngoài trời và ba trong các sự kiện theo dõi khoảng cách trung bình - bao gồm, vào năm 1979, lập ba kỷ lục thế giới trong vòng 41 ngày - và kỷ lục thế giới mà ông đã thiết lập trong 800 mét vào năm 1981 vẫn không bị phá vỡ cho đến năm 1997. Sự cạnh tranh của Coe với các đồng nghiệp người Anh Steve Ovett và Steve Cram đã thống trị cuộc đua chạy cự ly trung bình trong phần lớn những năm 1980.
Sau khi Coe nghỉ thi đấu điền kinh, ông là thành viên của quốc hội của đảng Bảo thủ từ năm 1992 đến 1997 cho Falmouth ở Cornwall, và trở thành một Life Peer vào ngày 16 tháng 5 năm 2000.
Ông đứng đầu cuộc đấu thầu thành công cho Luân Đôn tổ chức Thế vận hội Mùa hè 2012 và trở thành chủ tịch của Ban tổ chức Thế vận hội 2012. Năm 2007, ông được bầu làm phó chủ tịch Hiệp hội Liên đoàn điền kinh quốc tế (IAAF), và được bầu lại cho nhiệm kỳ bốn năm nữa vào năm 2011  Vào tháng 8 năm 2015, ông được bầu làm chủ tịch của IAAF.
Năm 2012, Coe được bổ nhiệm làm Pro-Chancellor tại Đại học Loughborough, nơi ông đã từng là một sinh viên, và cũng là thành viên của cơ quan chủ quản của Đại học này. Ông là một trong 24 vận động viên được giới thiệu là thành viên khai mạc của Đại sảnh danh vọng IAAF. Vào tháng 11 năm 2012, ông được bổ nhiệm làm chủ tịch Hiệp hội Olympic Anh. Coe đã được trao giải Thành tựu trọn đời tại Giải thể thao cá nhân của năm vào tháng 12 năm 2012.